# Jiangjin

Stadtbezirk Jiangjin in Chongqing

Jiangjin (chinesisch 江津区, Pinyin Jiāngjīn Qū) ist ein Stadtbezirk der regierungsunmittelbaren Stadt Chongqing in der Volksrepublik China. Jiangjin hat eine Fläche von 3.200,22 km². Bei Volkszählungen in den Jahren 2000 und 2010 wurden in Jiangjin 1.322.890 bzw. 1.233.149 Einwohner gezählt. 

## Partnerschaften
Jiangjin unterhält mit der Stadt Miyakonojō, Japan, seit 1999 eine Städtepartnerschaft.